# János Percz
János Percz (* 12. August 1920 in Budapest; † 23. Juni 2000 ebenda) war ein ungarischer Metallkünstler, modernistischer Schmuckdesigner und Grafiker.

## Leben

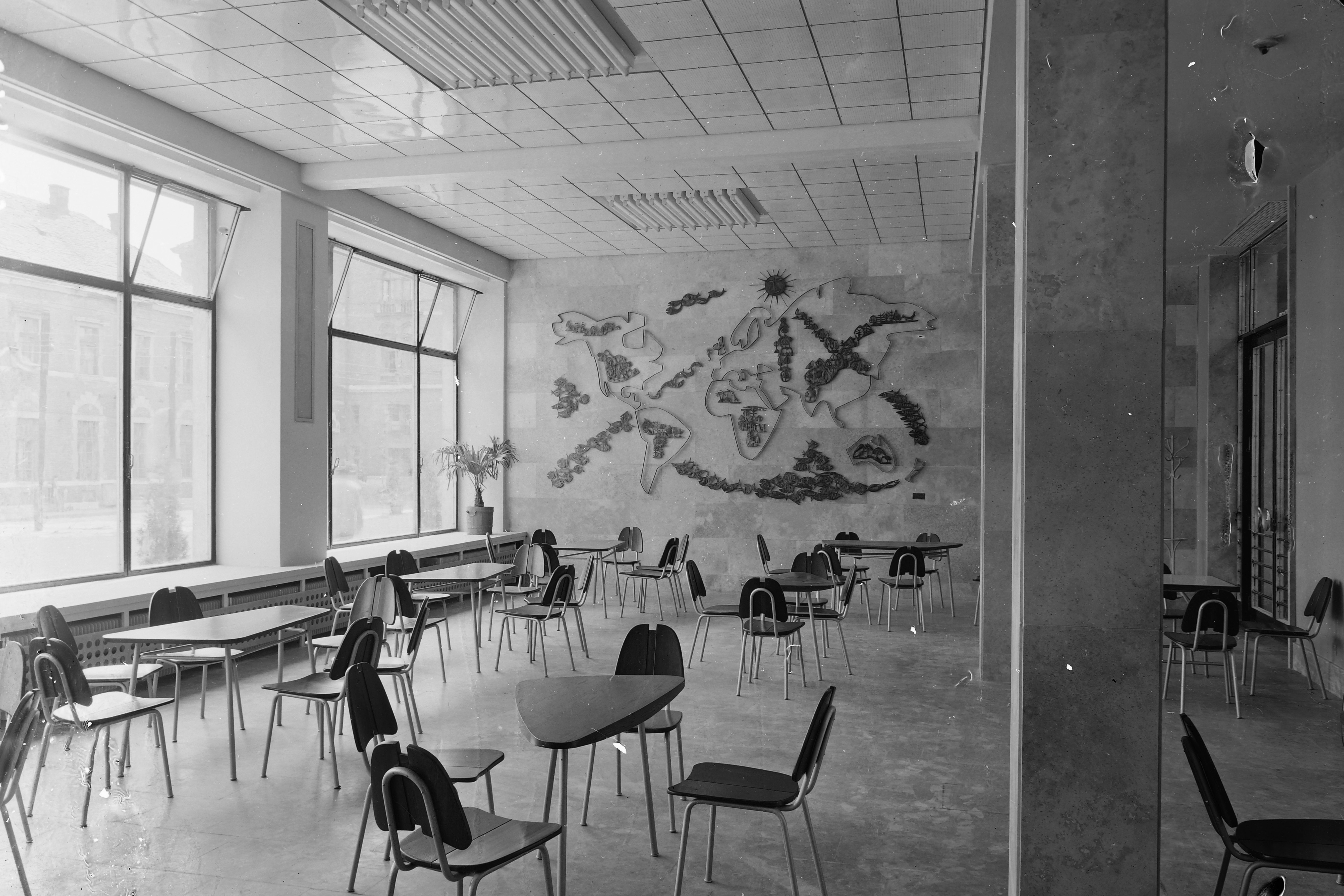
Wandbild im Wartesaal des Hauptbahnhof in Debrecen

Im Jahr 1940 begann János Percz das Studium in der Fachrichtung Malerei und Grafikdesign an der Ungarischen Akademie der Bildenden Künste bei Lajos Varga Nándor, Jenő Bory, Ferenc Sidló und Zsigmond Kisfaludi Strobl. Nach dem Zweiten Weltkrieg kehrte er im Herbst 1945 nach Budapest zurück und beendete 1946 sein Kunststudium. Nach seinem Abschluss arbeitete er zunächst als Grafiker und veröffentlichte er einige Holzschnitte. Studienaufenthalte führten ihn in die DDR, Österreich und Italien. Im Jahr 1949 wurde Percz Mitglied der Ungarischen Vereinigung der Grafiker. Zwischen 1948 und 1960 arbeitete er als Kunstlehrer an einer Industrieschule und begann mit Metallarbeiten. Bei den Mosaik-Designer Fónyi Géza und Emil Krocsák unterrichtete Percz an der Ungarischen Akademie der Künste seit der 1948 als Assistenzprofessor.
Von 1957 bis 1960 nahm Percz an sieben Kunstgewerbeausstellungen mit seinen Arbeiten teil und gewann dabei sechs erste, vier zweite und sechs dritte Preise. Nach den Erfolgen erhielt Percz ein Stipendium der ungarischen Goldschmiedekünstler und wandte sich der Gestaltung von modernistischem Modeschmuck zu. Oft griff er auf einfache grafische Darstellungen von Figuren und Tieren im Stil der naiven Malerei zurück und setzte sie in Metall um. Im Jahr 1961 gewann er für seine Arbeiten den Munkácsy-Award.
Seit 1960 arbeitete János Percz als freischaffender Künstler. Neben Entwürfen für Schmuck, Vasen, Schalen, Kerzenständer, Medaillen und Masken vorwiegend aus Bronze und Kupfer, schurf er zahlreiche kleine Skulpturen von figürlichen Darstellungen, Wandbilder und Statuen. Seine Werke wurden auf Kunstgewerbeausstellungen in Brüssel, Moskau, Prag, Stockholm, Oslo, Helsinki und Turin gezeigt.
Seine Werke gehören heute zum Bestand zahlreicher Museen, wie des  Ungarischen Museums für Kunstgewerbe in Budapest und der Ungarische Nationalgalerie.

## Ausstellungen (Auswahl)
- Ferenc Móra – Museum, Szeged (1964)
- Ungarische Akademie, Rom (1968)
- Thury – Museum, Nagykanizsa (1969)
- Hörhammer Gallery, Helsinki (1976)
- Forradalmi Múzeum, Szombathely (1974, 1977)
- Ungarisches Institut, Sofia (1978)
- Metropolian, Budapest
- Janus Pannonius Museum, Pécs

János Percz beteiligte sich mit seinen Kunstwerken und Schmuckentwürfen mehrfach an der Nationalen Kunstgewerbeausstellung in Budapest (1959, 1965, 1975) sowie 1972 an der Werkschau Moderne ungarische angewandte Kunst im Ungarischen Museum für Kunstgewerbe.

## Werke (Auswahl)
- Kleines Mädchen mit Zöpfen, Metallfigur
- Bogenschützin, Figur
- Rebel, Figur
- Epische Helden, Brosche, Metall (Serie)
- Positive Sonne, Halskette, Metall
- Dancing, Brosche, Metall, versilbert
- Fisch, Armreif, Metall
- Rakete, Kerzenständer, Metall

### Kunstwerke im öffentlichen Raum (Auswahl)
- Dekoration (Metall), Bar, Gellert-Hotel, Budapest 1959
- Wanddekoration Weltkarte (Metall), Hauptbahnhof  Debrecen 1960
- Wanddekoration (Metall), Gewerkschaftshaus, Miskolc, 1961 und 1970
- Wanddekoration (Metall), Ausstellungshalle des Stadtrates, 1961
- Wanddekoration (Metall), Bar, Flughafen Budapest, 1962
- Eisentreppe, Lágymányosi Kindergarten, Budapest 1964
- Dekoration, Petöfi Literaturmuseum, Budapest 1966
- Eisentür, Haus der Wasserwirtschaft, Debrecen 1967
- György Dózsa, Denkmal, Budapest, 1967
- Türdekoration, Fesek Verein, Budapest 1969
- Tänzer, Wandskulptur